# Palazzo Crescenzio
Il Palazzo Crescenzio è un palazzo storico di Mentana, in provincia di Roma.

## Storia
Fu fatto edificare nel IX secolo dalla famiglia romana dei Crescenzi su un preesistente palazzo, costruito probabilmente per volontà del vescovo dell'antica Nomentum a difesa di Roma.
Dopo il dominio dei Crescenzi (da cui il palazzo prende il nome), nel XIII secolo, Niccolò III cedette la città agli Orsini, che fecero costruire un palazzo attiguo al palazzo Crescenzio.
Nel 1485 gli Orsini si allearono con gli aragonesi contro Innocenzo VIII, ed egli ordinò a Roberto Sanseverino di radere al suolo il centro storico di Mentana, anche se poco dopo la famiglia romana e il pontefice stipularono una pace.
Nel 1988 e nel 1990 vi furono due crolli che riguardarono le torri (appoggiate alla struttura principale) che videro un forte restauro del palazzo.

## Struttura

### L'esterno
La facciata è in stile romanico rurale.
Il lato verso la vallata ricalca le mura difensive, ed il palazzo ingloba un torrione di avvistamento.
Sono visibili le zone restaurate dopo il crollo.

### L'interno
Il palazzo ospita la Biblioteca Comunale Carlo Magno.. La biblioteca è stata istituita con la delibera di Consiglio comunale N° 49 del 31 maggio 1999.
Le porte di accesso alle sale sono incorniciate col travertino.
Delle scalinate, sempre in travertino, portano ai svariati piani.
Nel seminterrato vi è una sala convegni e un'aula scientifico-didattica inaugurata il 22 maggio 2021.
In alcune sale e nelle scalinate vi è una mostra fotografica permanente su Jacques Zwobada.
Le prigioni che erano all'interno sono ora adibite ad uso abitativo privato.